# Semiothisa intersectaria
Semiothisa intersectaria là một loài bướm đêm trong họ Geometridae.